# Jan Kromkamp
Jan Kromkamp (Makkinga, 17 d'agost de 1980) és un exfutbolista neerlandès, que ocupava la posició de defensa. Des del 2020, és l'entrenador de CSV Apeldoorn.

## Trajectòria
Comença la seua carrera professional el 1998 a les files del Go Ahead Eagles, d'on passa a l'AZ Alkmaar. Aquest club neerlandès realitza una gran campanya 04/05, en la qual és semifinalista a la Copa de la UEFA i tercer a l'Eredivisie. Això crida l'atenció d'equips de la resta d'Europa.
L'estiu del 2005 fitxa pel Vila-real CF, on només hi roman uns mesos abans de recalar, eixe hivern, al Liverpool FC, a canvi de Josemi. Al club anglès va ser suplent de l'irlandès Finnan, tot i que va gaudir de minuts, com ara a la final de la FA Cup.
Al mes d'agost del 2006 retorna al seu país per militar al PSV Eindhoven, on ha quallat tres discretes temporades, jugant també a les competicions continentals. Amb el PSV ha guanyat dues lligues: 2007 i 2008.
Es va retirar el 2013, després de múltiples lesions.

## Selecció
Kromkamp ha estat internacional amb els Països Baixos en 16 ocasions. Va participar al Mundial d'Alemanya 2006.